# 야스노 기요노
야스노 키요노(일본어: 安野 希世乃 やすの きよの[*], 1989년 7월 9일 ~ )는 일본의 여성 성우, 가수이다. 에이벡스 픽쳐스(성우 사무실), 플라잉 독(음반사)에 소속되어 있다. 미야기 현 도다 군 와쿠야 정(涌谷町) 출신으로 예전에는 메자와 키요노(일본어: 目澤 希世乃 めざわ きよの[*])라는 예명을 사용하였다.

## 경력
교토에서 태어난 직후 미야기 현으로 이사하였고 3세부터 11세까지 도다 군 와쿠야 정에서 자랐다. 초등학교 6학년부터 도쿄에서 생활하였다.
성우를 목표로 한 계기는 9살 때에 괴도 세인트 테일(怪盗セイント・テール)의 특별 프로그램을 본 것이었다. 성우들의 더빙 밀착 영상을 보며 애니메이션의 뒤편에서 활약하고 있는 성우의 존재를 알게 되었고, 이 직업에 종사하고 싶다고 느꼈다고 한다.
고등학생(15세) 무렵, 에이벡스 아티스트 아카데미 성우 탤런트 코스에 장학생으로 입학하였다.
2011년 애니메이션 영화 《키즈나 일격》(キズナ一撃)의 포효 키즈나(轟キズナ) 역으로 주역 데뷔하였다. 이후 《시원찮은 그녀를 위한 육성방법》(冴えない彼女の育てかた)의 카토 메구미(加藤恵), 《요괴소년 호야》(うしおととら)의 이노우에 마유코(井上真由子), 《언해피♪》(あんハピ♪)의 구메가와 보탄(久米川牡丹), 스타☆트윙클 프리큐어(スター☆トゥインクルプリキュア)의 아마미야 에레나(天宮えれな)/큐어 솔레유 등 주요 캐릭터를 연기 있다.
가수로는 아이돌 마스터 신데렐라 걸즈(기무라 나츠키 역), 발키리(카나메 바카 역) 등 여러 성우 유닛에 소속되어 2017년 7월에 미니 앨범 『눈물』(涙。)로 음반사 플라잉 독에서 솔로가수로 데뷔했다.
2019년 1월 전세계 대상의 글로벌 팬클럽 안노 가(安野家)를 개설하였다.
2020년 1월, 출신지인 와쿠야 정의 홍보대사인 '와쿠야 정 황금대사'(涌谷町黄金大使)에 취임했다 .

## 인물
취미는 자전거와 버스 타기, 만화 보기, 술 마시기. 애용하는 전동 어시스트 자전거 로 직장에 다니거나 오프에서는 포터링을 즐긴다. 술은 양조회사 아라마사 주조(新政酒造)의 「No.6」라는 술을 좋아한다. 퍼스널리티를 맡는 FM 요코하마 라디오 쇼에서는 일본 술의 추천 종목이나 맛있게 마시는 방법을 소개하는 '이번 주의 한 잔'(週の一本)이라는 코너가 있다. 그 밖에 좋아하는 음료는 카페 라떼.
특기는 초상화 그리기와 노래, 서예. 중학생 시절은 만화에 열중했으며, 한때 만화가를 지망했을 정도로, 친구와 함께 러브 코메디 장르의 만화를 그리기도 했다 . 사인을 할 때는 그 때 연기한 캐릭터의 일러스트를 사인 왼쪽에 그리는 경우가 많다. 고등학생 시절은 놀이부에서 활동하고 놀이에 열중하게 된다.
자신의 성격은 "느긋하게 고잉 마이 웨이", 장점은 "이상한 곳에서 긍정적", 단점은 "무심코 가게에 들어가는 것" 좌우명은 "사랑과 웃음이 세계를 구한다". 분실물이나 착각 등 마음 편한 '천연' 에피소드가 많고 공식 트위터(安野希世乃 official)에서 관리자가 "#오늘도 평화롭습니다"라는 해시 태그와 함께 보고하고 있다. .
성우 양성소 시절에 마크로스F의 란카 리 역의 가희 오디션에 응모했고 2차(또는 3차) 심사에서 낙선했지만 합격자 나카지마 메구미가 동갑이었기 때문에 응원을 보냈다. 생애 첫 라이브 참여였던 나카지마의 1st 라이브 투어 시부야 AX 공연 (2009년 7월 30일)에서 그 때 들었던 푸른 에테르(蒼のエーテル)의 라이브 버전을 잊을 수 없다고 말하고 있다 .

## TV 애니메이션
- UN-GO
- 치하야후루
- NO. 6
- 이 중에 1명, 여동생이 있다!
- 호빵맨
- 하이스쿨 D×D
- 맹렬 우주해적
- 아이 엠 스타!
- 호빵맨
- 치하야후루
- Wake Up, Girls!
- 기생수
- 월간순정 노자키 군
- 하마토라
- 요괴워치
- 하마토라
- 시원찮은 그녀를 위한 육성방법
- 프리파라
- 쇼 바이 락!!
- 아이돌마스터 신데렐라 걸즈
- 언해피♪
- 마크로스 Δ
- 쌍성의 음양사
- 시원찮은 그녀를 위한 육성방법
- 이세계 식당
- 키라키라☆프리큐어 아라모드
- 블랙 클로버
- 데스마치에서 시작되는 이세계 광상곡
- 오버로드 (소설)
- 나의 히어로 아카데미아
- 스타☆트윙클 프리큐어
- 드래곤 퀘스트 다이의 대모험
- 에덴즈 제로
- 하얀 모래의 아쿠아토프
- 데지 미츠 걸
- 이세계 식당
- 오리엔트 (만화)

## 극장 애니메이션
- 아이 엠 스타!
- 맹렬 우주해적
- Wake Up, Girls!
- 마크로스 Δ
- 스타☆트윙클 프리큐어
- 아리아 (만화)

## 비디오 게임
- 아이돌마스터 신데렐라 걸즈 스타라이트 스테이지
- 그랑블루 판타지
- 벽람항로
- 명일방주

## 더빙
- 팩맨과 유령의 모험
- 서핑 업 2: 웨이브 마니아